# 낭아봉

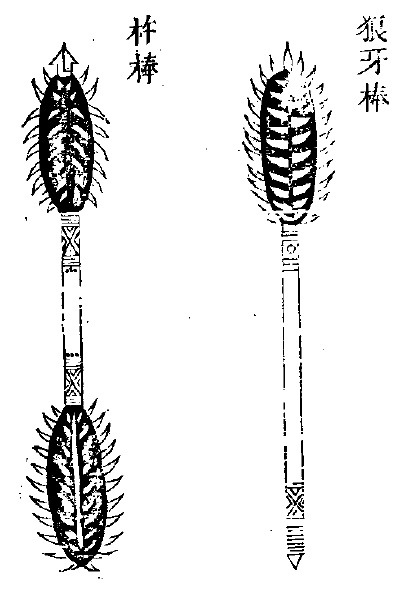
낭아봉

낭아봉(狼牙棒)은 곤봉의 일종으로, 방추형(紡錘形)으로 된 머리 부분에 이리의 송곳니같이 날카로운 가시 모양의 못을 심어 이러한 이름이 붙게 되었다. 전체적으로 금쇄봉(金碎棒) 또는 모르겐슈테른과 유사한 모양을 하고 있으나, 이들과는 달리 양손으로 사용한다는 차이점이 있다. 기병용의 장병기와 보병용의 단병기 등 형태에 따라 길이와 무게가 여러가지이며, 전체 길이는 약 80 ~ 190 센티미터이고 무게는 약 0.5 ~ 3 킬로그램 정도이다.
전국 시대 말기부터 사용되기 시작했으며, 당시에는 수(殳)라는 이름으로 불렸다. 원래는 끝 부분이 상대를 찌르기 위해 날카로운 칼날로 되어 있는 부분과 날카로운 못이 돌기로 심어진 두 개의 타격 부분으로 되어 있는 무기였으며, 이후 청동으로 된 방추형의 추를 끝 부분에 추가시켰다. 이후 송나라 당시에 경량화가 진행되었으며, 나무로 만든 손잡이에 약 30 ~ 40 센티미터 정도의 철제 추를 붙여 도검류를 제작하는 데 필수적인 공정인 단련(鍛鍊)을 생략하였다. 중장기병이 주로 사용해 삭(朔)이라는 이름으로 불렸으며, 갑옷을 입거나 투구를 쓴 적에게도 치명상을 입힐 수 있도록 고안되었다.
소설 《수호전》에 등장하는 인물인 진명(秦明)이 사용하는 무기이기도 하다.